# توزلوكجو
توزلوكجو (بالتركية: Tuzlukçu)‏ هي مديرية تابعة لمحافظة قونية في منطقة وسط الأناضول، تركيا. يبلغ عدد سكانها 9783 نسمة حسب تعداد عام 2000.